# 瓜州站
瓜州站，位于中华人民共和国甘肃省酒泉市瓜州县渊泉镇，是敦煌铁路上的火车站，建于2006年，由兰州铁路局管辖。

## 車站周邊
- 连霍高速公路

## 歷史
- 建于2006年。

## 外部連結
- 中国铁路客户服务中心 （页面存档备份，存于）